# Іст-Амана (Айова)
Іст-Амана (англ. East Amana) — переписна місцевість (CDP) в США, в окрузі Айова штату Айова. Населення — 64 особи (2020).

## Географія
Іст-Амана розташований за координатами 41°48′26″ пн. ш. 91°50′59″ зх. д. / 41.80722° пн. ш. 91.84972° зх. д. (41.807115, -91.849792).  За даними Бюро перепису населення США в 2010 році переписна місцевість мала площу 1,85 км², уся площа — суходіл.

## Демографія
Згідно з переписом 2010 року, у переписній місцевості мешкало 56 осіб у 25 домогосподарствах у складі 18 родин. Густота населення становила 30 осіб/км².  Було 31 помешкання (17/км²).
Расовий склад населення:
| - 100,0 % — білих |

До двох чи більше рас належало 0,0 %. Частка іспаномовних становила 0,0 % від усіх жителів.
За віковим діапазоном населення розподілялося таким чином: 16,1 % — особи молодші 18 років, 58,9 % — особи у віці 18—64 років, 25,0 % — особи у віці 65 років та старші. Медіана віку мешканця становила 50,5 року. На 100 осіб жіночої статі у переписній місцевості припадало 75,0 чоловіків;  на 100 жінок у віці від 18 років та старших — 88,0 чоловіків також старших 18 років.
Цивільне працевлаштоване населення становило 23 особи. Основні галузі зайнятості: роздрібна торгівля — 43,5 %, виробництво — 30,4 %, фінанси, страхування та нерухомість — 26,1 %.